# Hipermedia
El término hipermedia sirve para designar al conjunto de métodos o procedimientos para escribir, diseñar o componer contenidos que integren soportes tales como: texto, imagen, video, audio, mapas y otros soportes de información emergentes, de tal modo que el resultado obtenido, además, tenga la posibilidad de interactuar con los usuarios. 
La estructura hipermedia de estos contenidos, califica especialmente al conjunto de los mismos, como herramienta de comunicación e interacción humanas. En este sentido, un espacio hipermedia es un ámbito sin dimensiones físicas que alberga, potencia y estructura las actividades de las personas, como puede verse en casos como, entre otros: redes sociales, plataformas de colaboración o enseñanza en línea, etc.
En el plano conceptual, hipermedia designa a medias que puedan bifurcar o ejecutar presentaciones. Además, que respondan a las acciones de los usuarios, a los sistemas de preordenamiento de palabras y gráficos y puedan ser explorados libremente. Dicho sistema puede ser editado, graficado, o diseñado por artistas, diseñadores o editores. 
Es la suma de hipertexto y multimedia. Una red hipertextual en la que incluye no sólo texto, sino también otros medios: imágenes, video, audio y texto unidos entre sí por enlaces y conexiones lógicas para la transmisión de una información. Por ejemplo: DVD, presentaciones de PowerPoint, en Flash, en programas en línea o productos informáticos similares.
Para Ted Nelson, la idea de que dichas medias manejen múltiples espacios simultánea o secuencialmente, hace que las medias se llame hiper-media. En donde el prefijo «hiper», es un término prestado por las matemáticas para describir los espacios multidimensionales. El hipertexto se considera un subconjunto de los hipermedios y estos a su vez de los multimedios según palabras de Woodhead en 1991. Para darle en 1997 el hipertexto se utiliza para indicar las conexiones entre los documentos de naturaleza textual e hipermedios se refiere a la conexión entre los documentos de diversos tipos de medios.
En el contexto de la Sociedad Conectada, hipermedia se entiende como una extensión del concepto de hipertexto, en la cual audio, video, texto e hipervínculos generalmente no secuenciales, se entrelazan para formar un continuo de información e interacción, que puede considerarse como virtualmente infinito desde la perspectiva de Internet.
Entre los tipos de hipermedia se encuentra:
- hipertexto
- hiperfilmes
- hipergrama

El primer sistema hipermedia creado fue el Aspen Movie Map. Actualmente ejemplos de hipermedia son: 
- la World Wide Web
- las películas almacenadas en un DVD
- las presentaciones en Powerpoint o en Flash o productos informáticos similares.